# 艾尔河畔圣欧班
艾尔河畔圣欧班（法語：Saint-Aubin-sur-Aire，法語發音：[sɛ̃.t‿obɛ̃ syʁ ɛʁ]）是法国默兹省的一个市镇，属于科梅尔西区。

## 地理
艾尔河畔圣欧班（48°42'24"N, 5°26'33"E）面积14.17 平方千米，位于法国大東部大區默兹省，该省份为法国西北部内陆省份，北与比利时接壤，西接马恩省和阿登省，南至上马恩省和孚日省，东临默尔特-摩泽尔省。
与艾尔河畔圣欧班接壤的市镇（或旧市镇、城区）包括：雄维尔-马洛蒙、埃尔讷维尔欧布瓦、尚特赖讷、大楠苏瓦、索尔沃。

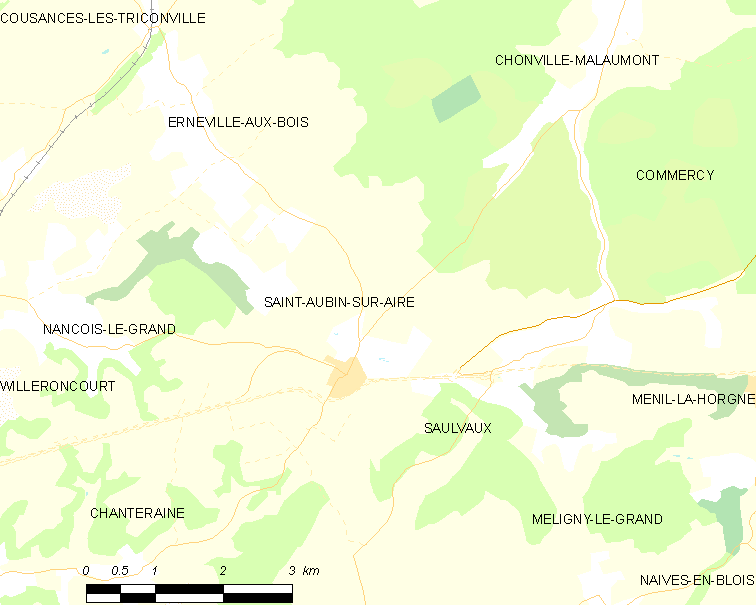
艾尔河畔圣欧班的OSM定位图

艾尔河畔圣欧班的时区为UTC+01:00、UTC+02:00（夏令时）。

## 行政
艾尔河畔圣欧班的邮政编码为55500，INSEE市镇编码为55454。

## 政治
艾尔河畔圣欧班所属的省级选区为沃库勒尔县。

## 人口

1962-2008年间艾尔河畔圣欧班人口变化图示

艾尔河畔圣欧班于2022年1月1日时的人口数量为177人。